# István Tóth (zápasník)
István Tóth (* 3. října 1951 Szolnok, Maďarsko) je bývalý maďarský zápasník, reprezentant v zápase řecko-římském.
V roce 1980 na olympijských hrách v Moskvě vybojoval v kategorii do 62 kg stříbrnou medaili.